# National Board of Review Awards 2013
85th NBR Awards

Melhor Filme: 
Ela
O 85º Prêmio National Board of Review, que homenageia o melhor filme de 2013, foi anunciado em 4 de dezembro de 2013.

## Top 10: Melhores Filmes do Ano
Filmes listados em ordem alfabética (de acordo com o título original), exceto o primeiro, que é classificado como Melhor Filme do Ano:
- Ela
- 12 Anos de Escravidão
- Fruitvale Station: A Última Parada
- Gravidade
- Inside Llewyn Davis - Balada de Um Homem Comum
- O Grande Herói
- Nebraska
- Os Suspeitos
- Walt nos Bastidores de Mary Poppins
- A Vida Secreta de Walter Mitty
- O Lobo de Wall Street

## Melhores Filmes Estrangeiros do Ano
- Beyond the Hills
- Gloria
- O Grande Mestre
- Sequestro
- A Caça

## Melhores Documentários do Ano
- A Um Passo do Estrelato
- O Ato de Matar
- After Tiller
- Casting By - Diretor de Elenco
- A Praça Tahrir

## Top 10: Melhores Filmes Independentes do Ano
- Amor Fora da Lei
- Dallas Buyers Club
- A Voz de uma Geração
- Mother of George
- Muito Barulho por Nada
- Amor Bandido
- O Lugar Onde Tudo Termina
- Temporário 12
- Turistas
- O Maravilhoso Agora

## Vencedores
Melhor Filme:
- Ela

Melhor Diretor:
- Spike Jonze, Ela

Melhor Ator:
- Bruce Dern, Nebraska

Melhor Atriz:
- Emma Thompson, Walt nos Bastidores de Mary Poppins

Melhor Ator Coadjuvante:
- Will Forte, Nebraska

Melhor Atriz Coadjuvante:
- Octavia Spencer, Fruitvale Station: A Última Parada

Melhor Roteiro Oroginal:
- Joel e Ethan Coen, Inside Llewyn Davis - Balada de Um Homem Comum

Melhor Roteiro Adaptado:
- Terence Winter, O Lobo de Wall Street

Melhor Filme de Animação:
- Vidas ao Vento

Inovação Criativa em Cinema:
- Gravidade

Melhor Ator Revelação:
- Michael B. Jordan, Fruitvale Station: A Última Parada

Melhor Atriz Revelação:
- Adèle Exarchopoulos, Azul É a Cor Mais Quente

Melhor Diretor Estreante:
- Ryan Coogler, Fruitvale Station: A Última Parada

Melhor Filme Estrangeiro:
- O Passado

Melhor Documentário:
- Histórias que Contamos

Prêmio William K. Everson de Cinema:
- George Stevens Jr.

Melhor Elenco:
- Os Suspeitos

Prêmio Spotlight:
- Martin Scorsese e Leonardo DiCaprio

NBR Liberdade de Expressão:
- O Sonho de Wadjda